# Go-Kōgon Tennō
Go-Kōgon Tennō (後光厳天皇?) (14 de abril de 1336 – 12 de marzo de 1374) fue el cuarto emperador de la Corte del Norte de Japón. Según los documentos históricos pre-Meiji, reinó entre 1352 y 1371. Antes de ser ascendido al Trono Nanboku-chō, su nombre personal (imina) era Príncipe Imperial Iyahito (弥仁親王 Iyahito-shinnō?).

## Genealogía
Fue el segundo hijo del Pretendiente del Norte, el Emperador Kōgon, y hermano de su predecesor, el Emperador Sukō. Su madre fue ?? (秀子), hija de Sanjō ?? (三条公秀).
- Dama de Honor: Nakako (仲子), hija de Hirohashi (Fujiwara) Kanetsuna (広橋（藤原）兼綱)

- Segundo hijo: Príncipe Imperial Ohito (緒仁親王, futuro Emperador Go-En'yū)
- Quinto hijo; Príncipe Imperial ?? (熈永親王)
- Duodécimo hijo: Príncipe Imperial y Monje ??(尭仁法親王) (monje budista)

- Consorte: Emon ?? (右衛門佐局)

- Primer hijo: Príncipe Imperial y Monje Akihito (亮仁入道親王) (monje budista)
- Séptimo hijo: Príncipe Imperial y Monje ?? (覚増法親王) (monje budista)

- Consorte: Hija adoptiva de Ōgimachi Mitsugu (正親町実継)

- Cuarto hijo: Príncipe Imperial y Monje ?? (覚叡法親王) (monje budista)
- Octavo hijo: Príncipe Imperial y Monje Dōen (道円入道親王) (monje budista)

- Consorte: Hija de Tachibana Tomoshige (橘知繁)

- Décimo hijo: Príncipe Imperial y Monje ?? (明承法親王) (monje budista)

- Consorte: Desconocida

- Tercer hijo: Príncipe Imperial y Monje ?? (行助入道親王) (monje budista)
- Quinto hijo: Príncipe Imperial y Monje ?? (寛守法親王) (monje budista)
- Undécimo hijo: Príncipe Imperial y Monje Seisuke (聖助法親王) (monje budista)
- Decimotercer hijo: Príncipe Imperial y Monje ?? (寛教入道親王) (monje budista)
- Primera hija: Princesa Imperial ?? (治子内親王)
- Segunda hija: Princesa Imperial  ?? (見子内親王)

## Biografía
En 1351, el shōgun Ashikaga Takauji dio el apoyo a la Corte del Sur, causando que este se consolidara sobre la Línea Imperial. No obstante, en 1352 la Corte del Sur secuestró a los Emperadores de la Corte del Norte, el Emperador Kōgon, el Emperador Kōmyō, el Emperador Sukō y el Príncipe de la Corona, el Príncipe Imperial Naohito; fueron enviados de Kioto a Yoshino, produciendo un vacío en el poder ya que no había Emperador en Kioto.
El shogunato Ashikaga decide reponer la Corte del Norte, elevando al trono al Príncipe Imperial Iyahito el 25 de septiembre de 1352, a la edad de 16 años, con el nombre de Emperador Go-Kōgon.
Durante su reinado, el orden público estaba alterado tras el antagonismo de las dos cortes. La Corte del Sur recapturó de manera repetida Kioto, obligando al Emperador Go-Kōgon a huir de Kioto en dirección a la provincia de Ōmi y otros lugares del interior. Cuando Ashikaga Yoshitmitsu fue nombrado shogun en 1368, el poder de la Corte del Sur se debilitó y el orden se restauró en Kioto; también durante este momento, el poder del Emperador comenzó a declinar.
El Emperador Go-Kōgon abdicó el 9 de abril de 1371, a la edad de 34 años, a favor de su hijo, quien sería el Pretendiente del Norte, el Emperador Go-En'yū. El Emperador Go-Kōgon gobernaría como Emperador Enclaustrado hasta su muerte por enfermedad, el 12 de marzo de 1374, a la edad de 37 años.

## Eras
Eras de la Corte del Sur
- Shōhei (1346 – 1370)
- Kentoku (1370 – 1372)

Eras de la Corte del Norte
- Kan'ō (1350 – 1352)
- Bunna (1352 – 1356)
- Enbun (1356 – 1361)
- Kōan (segunda) (1361 – 1362)
- Jōji (1362 – 1368)
- Ōan (1368 – 1375)

## Rivales de la Corte del Sur
- Emperador Go-Murakami
- Emperador Chōkei